# فيليبو تامانيني
فيليبو تامانيني هو سياسي من سان مارينو، شغل منصب الحاكم للفترة 1 أبريل 2011 – 1 أكتوبر 2011 مع ماريا لويزا بيرتي وكذلك للفترة 1 أكتوبر 2023 - 1 أبريل 2024 مع غايتانو تروينا.